# 유진 오닐
유진 글래드스턴 오닐(Eugene Gladstone O'Neill, 1888년 10월 16일 ~ 1953년 11월 27일)은 노벨 문학상을 받은 미국의 희곡 작가이다. 오닐의 희곡은 미국 연극에서 처음으로 사실주의 기법을 도입한 것으로, 그 점에서 러시아 희곡 작가인 안톤 체호프, 노르웨이 희곡 작가인 헨리크 입센, 스웨덴 희곡 작가인 아우구스트 스트린드베리와 연관된다. 그의 작품에는 최초로 영어를 미국 방언으로 발음한 대화가 포함되어 있다.
오닐의 극에 등장하는 인물은 사회의 주변부에서 살아가고 있으며, 불량한 행동을 하며, 자신의 꿈과 희망을 이루려고 고군분투하지만 결국에는 환멸과 절망에 빠지고 만다. 오닐은 희극은 오직 한 편만 썼다.(Ah, Wilderness!) 그 한 편을 제외한 나머지 모든 작품은 어느 정도의 비극과 개인적인 비관론을 담고 있다. 스토니 브룩 대학 캠퍼스 안에 있는 그의 집은 그의 이름을 따라 집 이름이 지어졌다.

## 생애
유진 오닐은 <몬테크리스토 백작>으로 대중의 우상이 되었던 배우 제임스 오닐의 아들로 뉴욕 브로드웨이에 있는 한 호텔방에서 태어났다. 프린스턴 대학을 1년 다니다 중퇴하여 선원이 되었고, 그 후 신문기자 생활을 했다. 그러나 폐결핵으로 반년 동안 요양을 하게 되자 독서에 열중하는 한편 극작을 시작했는데(1913) 그리스 비극과 스트린드베리의 영향을 받았다. 요양원에서 나와 하버드 대학의 유명한 베이커 교수에게 극작을 배우고(1914-1915) 다음해인 1916년에 프로빈스타운에 있는 전위적인 극단 '프로빈스타운 플레이어스'에 가담, 일막물(一幕物)을 발표하기 시작했다(1916-18). 이 작품들이 한데 묶여 출판된 것이 바로 유명한 《S. S. Glencairn》(또는 <긴 귀향 항로>)로서 바다와 선원의 비정한 운명을 취급한 것들이다.
1916년 최초의 작품 <카디프를 향하여 동쪽으로>를 발표하였으며, 1920년 그의 출세작 <지평선 저 멀리>를 상연하였다. 그 후 사실극으로부터 표현주의적 상징적 희곡으로 옮겨지고 잠재 의식의 연극화를 기도하였다. 제3회 퓰리처상을 수상하였으며, 1936년 노벨 문학상을 받았다. 주요 작품으로 <밤으로의 긴 여로><이상한 막간극><느릅나무 그늘의 욕망> <황제 존스> <안나 크리스티> 등이 있다.
찰리 채플린이 네 번째로 재혼한 유나 오닐(Oona O'Neill)은 그의 딸이었다.

## 작품

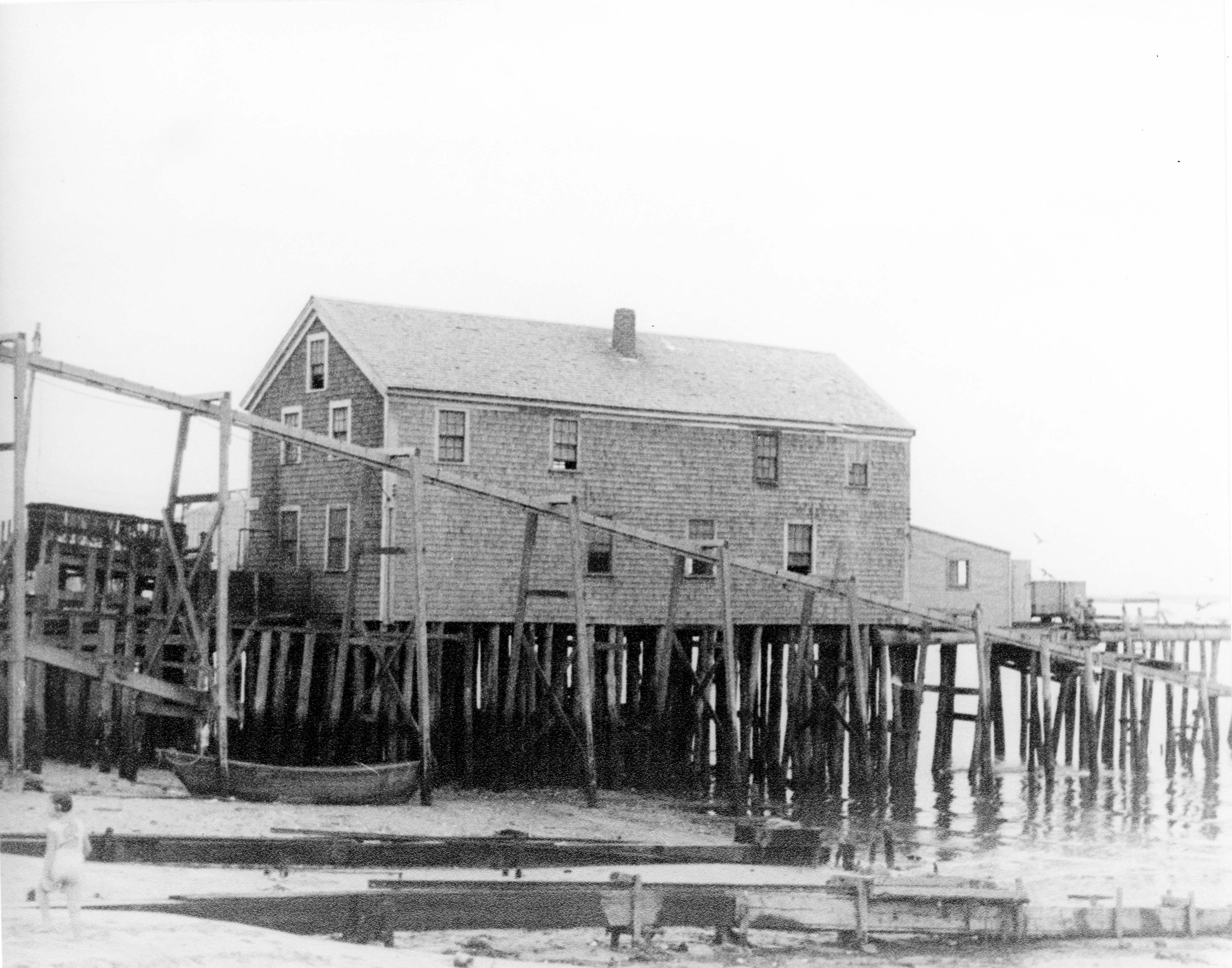
오닐의 첫 희곡, "카디프를 향하여 동쪽으로"(Bound East for Cardiff)가 매사추세츠 주의 프로빈스타운의 부두에 있는 이 극장에서 처음으로 공연되었다.

그의 최초의 장막희곡이며 극작가로서의 진정한 재능을 인정 받게 된 것은 <지평선 너머>(1920)로, 그 해 퓰리처 희곡상을 받았다. 오닐은 그 후에도 3회의 퓰리처상을 받았으며 1936년에 노벨 문학상을 받았다. <지평선 너머> 이후 오닐은 1934년까지 계속해서 작품을 발표했는데 그 중 대표적인 것은 다음과 같다.
- <황제존스>(1920)

자기과신(自己過信)에 빠진 서인도의 한 섬의 황제가 흑인 원주민의 반란을 피해 도망가는 과정을 표현주의 수법으로 전개한 낭만적인 드라마.
- <안나 크리스티>(1921)

창녀라는 과거 때문에 버림받은 여인을 동정적으로 묘사한 자연주의 극.
- <털보 원숭이>(1922)

표현주의 계열의 상징극으로 동물적인 세계에도 정신적인 세계에도 다같이 소속될 수 없는 증기선 화부의 비극을 다루었다.
- <모든 신의 자식들은 날개를 가졌다>(1924)

흑인과 백인 여자와의 결혼을 다룬 심리적 사실극.
- <느릅나무 아래의 욕망>(1924)

늙은 농부의 세 번째 아내와 전처의 아들 간의 숙명적인 욕정을 둘러싸고 일어나는, 비극으로 긴박감이 넘치는 오닐의 원숙성을 보인 작품.
- <위대한 신(神) 브라운>(1926)

가면을 활용, 인간심리의 이중성을 탐구한 상징적인 실험극.
- <기이한 막간극(幕間劇)>(1928)

방백(傍白)과 독백(獨白)을 고도로 활용하여 인간의 미묘한 정신 과정을 파헤쳐 본 9막의 방대한 작품.
- <상복(喪服)이 어울리는 엘렉트라>(1931)

그리스의 오레스테아 비극을 모델로 한 야심적 3부작으로, 무대를 남북전쟁 후 뉴잉글랜드 지방의 구가(舊家)로 바꾸고 인과응보라는 개념을 현대의 생물학적·정신분석학 이론으로 풀이한 작품으로서, <오 황야>(1933), <백만장자 마르코>(1928)가 거대한 부(富)에 대한 풍자희극이라면 이 작품은 그의 오랜 동안의 음울한 인생관으로부터 잠시 휴식을 취하면서 가볍게 옛날을 회상하는 명랑한 희극이다. 그리고 이것이 그의 유일한 희극이다.
그 뒤 오닐은 극계를 떠났는데 그 12년 동안 그는 방대한 양의 희곡을 썼다.
1946년 <빙상(氷商) 오다>(1939년 완성)가 공연되어 비평가의 주목을 받으면서 오닐의 붐은 다시 일기 시작했다. 이 극은, 인생에 패배한 인간들이 살아갈 수 있는 유일한 길은 '파이프 드림(pipe dream)'이라는 내용을 담은, 매우 철학적인 작품이다. <사생아의 달>(1943년 완성, 1947년 공연)을 끝으로 오닐의 새 작품은 그가 죽고 난 뒤인 1956년 <밤으로의 긴 여로>(1941년 완성)가 공연될 때까지 한 편도 없었다. 이 희곡은 그의 자서전적인 작품이지만 문학적으로도 가장 훌륭한 희곡으로서 오닐의 작품 가운데 가장 많이 리바이벌 되는 작품이다. 그 외의 작품으로는 과거에 대한 집념을 버리지 못하는 주인공의 비극을 그린 <시인 기질>(1957년 공연)과 <더욱 장대한 맨션>(1963년 공연) 및 단막극 <후이>(Hughie)(1959년 출판)가 있다.